# Los Guadalupes
Los Guadalupes es el nombre al que se conoce al colectivo secreto de notables políticos, militares y otros agentes del virreinato de la Nueva España, organizado en la Ciudad de México entre 1811 y 1814, cuyo propósito fue obtener la autonomía administrativa del  territorio por parte de la administración peninsular, en consecuencia a la pérdida autonómica derivada de las llamadas Reformas Borbónicas. Su gestión en apoyo de la insurgencia de Ignacio López-Rayón, así como del Plan de Iguala y los Tratados de Córdoba, los ubica como uno de los grupos más determinantes en la obtención de la Independencia del Imperio Mexicano en 1821.

## Nomenclatura
El nombre resulta de las extrañas referencias a la virgen de Guadalupe, utilizadas por sus miembros para identificarse en la correspondencia interceptada, tal como “los doce”, “número 12”, “Serafina Rose” e incluso simplemente Los Guadalupes en referencia al grupo en general. El uso de la imagen de Guadalupe por parte de los conspiradores, coincide con la utilizada por los llamados "insurgentes", quienes encabezaban la lucha armada, en gran parte, gracias al apoyo de sus poderosos aliados conspiradores.
Mientras que numerosas advocaciones marianas llegadas de Castilla se vinculaban directamente con la sociedad criolla, la virgen de Guadalupe, era una advocación nacional (a pesar de su nombre extremeño), compartida tanto por indios, españoles y las diferentes castas

## Origen
El precedente de este grupo fue probablemente uno anterior llamado “El Águila”, emergido de la conjura de 1808, en la que se fraguaron las conspiraciones de Valladolid y Querétaro. Tras la derrota de Miguel Hidalgo, algunos de sus integrantes pelearon en la batalla del Monte de las Cruces, derrotados y luego detenidos, a excepción de los que se acogieron a las amnistías. 
El liderazgo del grupo recayó en Ignacio López Rayón el cual como abogado le dio una estructura y un gobierno, creando la Suprema Junta Gubernativa de América la cual fue defendida en lo militar por José María Morelos, en su organización dividió tareas y estableció un sistema de espionaje el cual se basó en informantes bien avenidos con el poder virreinal, los cuales por medio de correos clandestinos y argucias hacían llegar a las fuerzas insurgentes, pertrechos de boca y fuego, imprentas y sus accesorios, dinero y sobre todo información de lo que pensaban y hacían los realistas. Este carácter secreto que se basaba en la destrucción de las cartas y documentos tan pronto llegaban a destino, como el uso de seudónimos ha hecho poco menos que difícil dar un cuerpo a su historia, quedando en retazos su composición.
Pero pese a eso se sabe que la firma de documentos como “Los Guadalupes”  inicio hacia mediados de 1811 y que cesó a finales de 1814, o por lo menos no se tienen documentos posteriores a esa fecha, la mayoría en poder de los realistas, se conoce que el gobierno virreinal mandaba comunicados a España donde establece la existencia de los Guadalupes en el mismo periodo y posterior a ese, que llevó a juicio y sentenció a destierro a varios personajes de la época, de los cuales entre los trabajos como historiadores de Lucas Alamán y Carlos María de Bustamante se han podido identificar a 42 personas que formaron parte de este grupo, la mayoría residentes entonces en la Ciudad de México y sus alrededores, aunque es seguro que muchos fueron totalmente anónimos.

## Descubrimiento
Al ser derrotado José María Morelos en la batalla de Tenango, le fue decomisada una caja con varias cartas de Los Guadalupes de donde partió una investigación que llevó a la cárcel a varios espías.
Al jurarse la Constitución de Cádiz de 1812 varios de los integrantes del grupo fueron elegidos como electores de parroquia, lo que les permitió controlar los entes del gobierno virreinal bajo la nueva constitución, aunque al suspenderse la constitución sus esfuerzos fueron frustrados. Que basados en la misma constitución española de 1812 y gracias a la libertad de prensa que abrió esta, los partidarios pudieron hacerse de imprentas de mano las cuales fueron usadas para crear pasquines, volantes y periódicos en las filas insurgentes, además de crear periódicos legalmente constituidos los cuales propugnaban la autonomía del virreinato, aunque esta libertad solo duró dos meses.
A consecuencia de correspondencia capturada a Ignacio López Rayón en Sultepec, el 30 de mayo de 1812, fueron reducidos a prisión los licenciados Garza-Falcón y Garcés, Benito Guerra, José Ignacio Espinosa, Juan Guzmán, el doctor Díaz, María Peimbert. Aunque tiempo después fueron puestos en libertad.
De los hechos contados por contemporáneos como Lucas Alamán y Carlos María de Bustamante, se conocen algunos que no son verificables, como que antes de ser nombrado virrey Félix María Calleja era visitado por miembros del grupo los cuales le proponían alzarse con los ejércitos virreinales y crear un reino independiente de España, pero al ser nombrado virrey este les advirtió que no osaran continuar sus pasos. Así como que de igual manera lograron acercarse a Agustín de Iturbide con el cual tuvieron éxito en levantarlo contra el gobierno virreinal.
Algunos autores posteriores quisieron vincular al grupo con las recientemente formadas Logias Masónicas, lo que hasta ahora no sea comprobado ni documentado.

## Miembros conocidos
Algunos de sus supuestos miembros conocidos fueron:
- Francisco Manuel Sánchez de Tagle, escritor, poeta, signatario del Acta de Independencia del Imperio Mexicano y miembro de la Junta Provisional Gubernativa de 1821-22.
- José Mariano de Sardaneta y Llorente, marqués de San Juan de Rayas, minero, signatario del Acta de Independencia del Imperio Mexicano y miembro de la Junta Provisional Gubernativa de 1821-22.
- Ignacio Velarde, miembro de la sociedad “El Águila”.
- María Leona Vicario Fernández, periodista, poetisa, política, aportó recursos económicos a diversas instituciones insurgentes. Esposa de Andrés Quintana Roo.
- Mariana Rodríguez del Toro.
- Juan Bautista Raz y Guzmán, abogado. Miembro de la Junta Provisional Gubernativa de 1821-22.
- Antonio del Río, hacendado, miembro de la sociedad “El Águila”.
- Juan Wenceslao Sánchez de la Barquera, periodista, escritor y abogado.
- José María Fagoaga y Lizaur, hacendado, signatario del Acta de Independencia del Imperio Mexicano.
- Ignacio Adalid y Gómez, hacendado pulquero y letrado.
- Manuel Joaquín Rincón y Calcaneo
- Jacobo de Villaurrutia y López Osorio, abogado y burócrata.
- José María Alba y Llave, comerciante.
- Gertrudis Bocanegra.
- José María de la Garza-Falcón, abogado de la Real Audiencia de México.
- Benito José Guerra.
- Diego Andrés Hurtado de Mendoza, conde del Valle de Orizaba, hacendado.
- José María de Jáuregui, abogado, signatario del Acta de Independencia del Imperio Mexicano.
- José María Alcalá y Orozco, eclesiástico.
- Joaquín Caballero de los Olivos, regidor perpetuo.
- Dionisio Cano y Moctezuma, comerciante.
- Francisco de Arce, comerciante.
- Ignacio Marcial y Moctezuma, hacendado e industrial minero.
- Ignacio Moreno y Barros, marqués del Valle de Ameno, hacendado.
- José Cándido de la Parra, burócrata de tesorería.
- José Nazario Peimbert y Hernández, abogado. Perteneció a la Sociedad “El Águila”.
- Margarita Peimbert. Hija de José Nazario Peimbert.
- Manuel Argüelles, abogado.
- José Nicolás Becerra, burócrata.
- José Antonio de Bustamante, abogado.
- Pedro Cárdenas, abogado.
- José Manuel Cortázar, abogado.
- José Antonio del Cristo y Conde, abogado.
- Francisco Antonio Galicia, cacique de San Juan.
- Manuel Díaz, abogado y hacendado.
- Antonia de la Peña; esposa del lic. Manuel Díaz.
- José Ignacio Espinosa, abogado.
- Agustín Gallegos.
- José Antonio Garcés y Eguía, abogado.
- Félix López de Vergara, eclesiástico y abogado.
- Antonio Ignacio López Matoso, abogado.
- Francisco de la Llave, comerciante.
- José María de la Llave, comerciante.
- José María Peláez, eclesiástico.
- Ricardo Pérez Gallardo, abogado.
- Manuel Villaverde, eclesiástico.
- Valentín Cerecero, miembro de la sociedad “El Águila”.
- Anastasio Cerecero, hijo de Valentín Cerecero.
- José Manuel Zozaya Bermúdez, abogado y burócrata.